# Journal of Invertebrate Pathology
Journal of Invertebrate Pathology (ISSN 0022-2011) — реферируемый научный энтомологический журнал, публикующий результаты исследований инфекционных и неинфекционных болезней насекомых и других беспозвоночных животных, а также по использованию этих патогенов для борьбы с вредителями. Дополнительно, журнал печатает результаты физиологических, морфологических, генетических, иммунологических и экологических исследований этиологических агентов болезней беспозвоночных. Основан в 1959 году.

## История
Журнал был основан в США энтомологом и патобиологом Эдвардом Стейнхаузом (англ. Edward Arthur Steinhaus, 1914-1969) и первоначально (1959—1964) выходил в издательстве Academic Press под названием «Журнал патологии насекомых» (англ. Journal of Insect Pathology).
В настоящее время издаётся компанией Elsevier под патронажем Общества патологии беспозвоночных (англ. Society for Invertebrate Pathology).